# بوتيان
بوتيان (بالصينية: 莆田) هي مدينة من مدن الصين. يبلغ عدد سكانها 2860000 نسمة حسب إحصائيات سنة 2015. تبلغ مساحتها 4200 كم².

## المناخ
يظهر الجدول التالي التغييرات المناخية على مدار السنة لبوتيان:
| البيانات المناخية لـبوتيان                       | البيانات المناخية لـبوتيان | البيانات المناخية لـبوتيان | البيانات المناخية لـبوتيان | البيانات المناخية لـبوتيان | البيانات المناخية لـبوتيان | البيانات المناخية لـبوتيان | البيانات المناخية لـبوتيان | البيانات المناخية لـبوتيان | البيانات المناخية لـبوتيان | البيانات المناخية لـبوتيان | البيانات المناخية لـبوتيان | البيانات المناخية لـبوتيان | البيانات المناخية لـبوتيان |
| الشهر                                            | يناير                      | فبراير                     | مارس                       | أبريل                      | مايو                       | يونيو                      | يوليو                      | أغسطس                      | سبتمبر                     | أكتوبر                     | نوفمبر                     | ديسمبر                     | المعدل السنوي              |
| ------------------------------------------------ | -------------------------- | -------------------------- | -------------------------- | -------------------------- | -------------------------- | -------------------------- | -------------------------- | -------------------------- | -------------------------- | -------------------------- | -------------------------- | -------------------------- | -------------------------- |
| الدرجة القصوى °م (°ف)                            | 27.0 (80.6)                | 31.1 (88.0)                | 30.3 (86.5)                | 32.0 (89.6)                | 33.8 (92.8)                | 35.6 (96.1)                | 36.9 (98.4)                | 36.7 (98.1)                | 36.4 (97.5)                | 33.5 (92.3)                | 31.1 (88.0)                | 28.4 (83.1)                | 36.9 (98.4)                |
| متوسط درجة الحرارة الكبرى °م (°ف)                | 16.5 (61.7)                | 17.2 (63.0)                | 19.7 (67.5)                | 23.3 (73.9)                | 27.2 (81.0)                | 29.7 (85.5)                | 33.1 (91.6)                | 32.5 (90.5)                | 30.8 (87.4)                | 27.0 (80.6)                | 23.0 (73.4)                | 18.7 (65.7)                | 24.9 (76.8)                |
| المتوسط اليومي °م (°ف)                           | 12.5 (54.5)                | 13.2 (55.8)                | 15.2 (59.4)                | 19.3 (66.7)                | 23.4 (74.1)                | 26.2 (79.2)                | 28.9 (84.0)                | 28.6 (83.5)                | 27.1 (80.8)                | 23.4 (74.1)                | 19.3 (66.7)                | 14.8 (58.6)                | 21.0 (69.8)                |
| متوسط درجة الحرارة الصغرى °م (°ف)                | 10.0 (50.0)                | 10.7 (51.3)                | 12.3 (54.1)                | 16.4 (61.5)                | 20.6 (69.1)                | 23.6 (74.5)                | 25.8 (78.4)                | 25.6 (78.1)                | 24.6 (76.3)                | 21.1 (70.0)                | 16.9 (62.4)                | 12.2 (54.0)                | 18.3 (65.0)                |
| أدنى درجة حرارة °م (°ف)                          | 1.5 (34.7)                 | 4.1 (39.4)                 | 2.8 (37.0)                 | 9.1 (48.4)                 | 15.0 (59.0)                | 16.2 (61.2)                | 22.0 (71.6)                | 21.5 (70.7)                | 19.8 (67.6)                | 13.2 (55.8)                | 6.3 (43.3)                 | 1.8 (35.2)                 | 1.5 (34.7)                 |
| الهطول مم (إنش)                                  | 37.0 (1.46)                | 81.1 (3.19)                | 130.0 (5.12)               | 138.4 (5.45)               | 199.3 (7.85)               | 252.5 (9.94)               | 158.1 (6.22)               | 215.6 (8.49)               | 155.9 (6.14)               | 49.1 (1.93)                | 34.1 (1.34)                | 25.8 (1.02)                | 1٬476٫9 (58.15)            |
| متوسط الرطوبة النسبية (%)                        | 70                         | 74                         | 74                         | 76                         | 76                         | 81                         | 76                         | 77                         | 71                         | 65                         | 65                         | 67                         | 73                         |
| المصدر: China Meteorological Data Service Center |                            |                            |                            |                            |                            |                            |                            |                            |                            |                            |                            |                            |                            |